# Sigríður Ingibjörg Ingadóttir

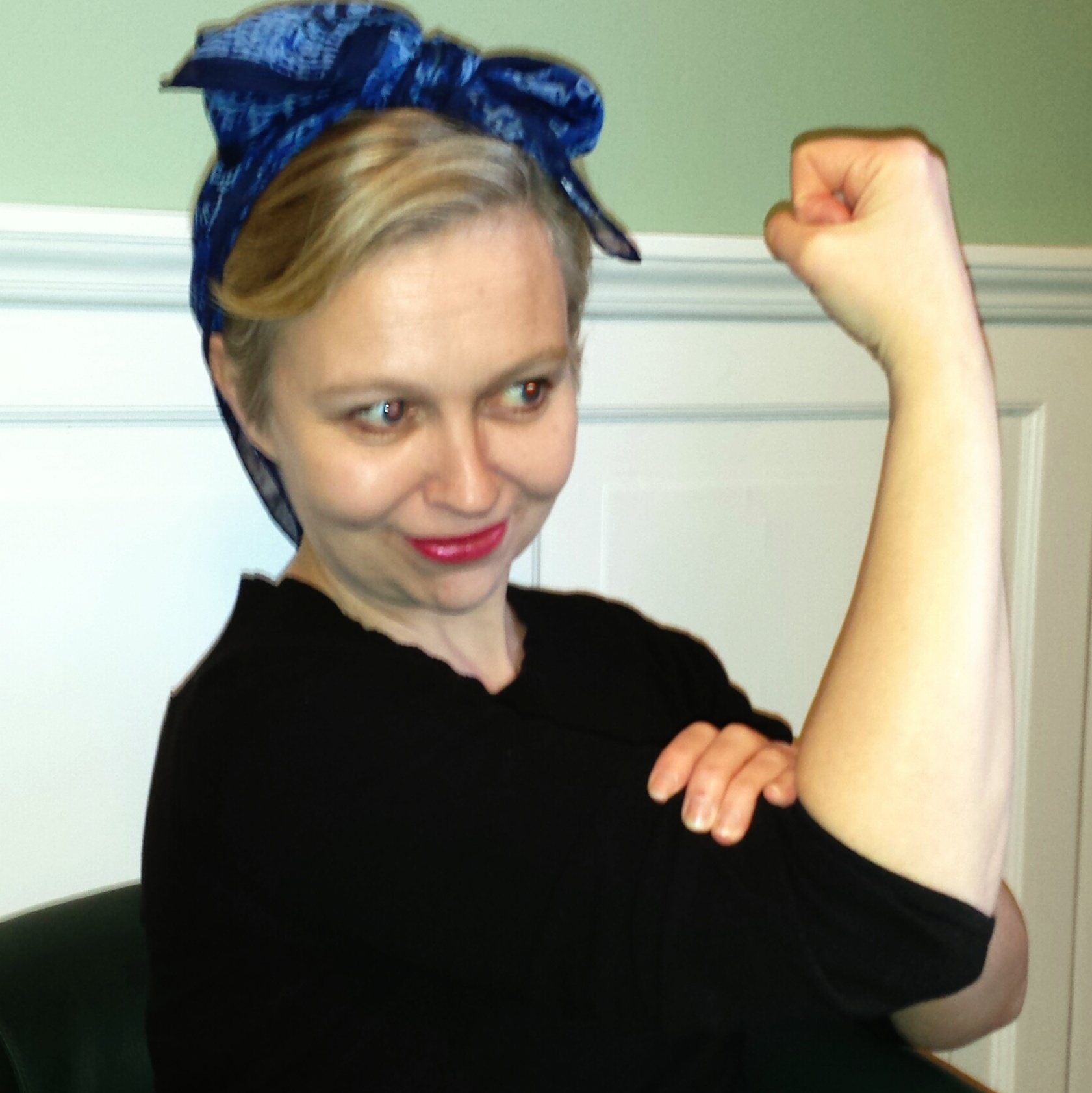
Sigríður Ingibjörg Ingadóttir (als Rosie the Riveter posierend)

Sigríður Ingibjörg Ingadóttir (deutsche Transkription Sigridur Ingibjörg Ingadottir, * 29. Mai 1968 in Reykjavík) ist eine isländische Politikerin (Allianz).
Sigríður Ingibjörg hat einen B.A. in Geschichte von der Universität Island (1992) und einen Master in Betriebswirtschaft- und Volkswirtschaftslehre von der Universität Uppsala (2002). Sie war unter anderem beim isländischen statistischen Amt (Hagstofa Íslands) und beim isländischen Gewerkschaftsbund ASÍ tätig. Von 2007 bis 2008 gehörte sie dem Vorstand der Isländischen Zentralbank an.
Von 2009 bis 2016 war sie Abgeordnete des isländischen Parlaments Althing für den Wahlkreis Reykjavík-Süd. Von 2011 bis 2013 war sie stellvertretende Fraktionschefin der Allianz. Sie gehörte wechselnden parlamentarischen Ausschüssen an, seit 2012 ist sie Vorsitzende des Ausschusses für Wohlfahrt. Von 2009 bis 2011 sowie von 2012 bis 2013 gehörte sie der isländischen Delegation im Nordischen Rat an.
Zur Jahresversammlung der Allianz 2015 trat sie überraschend gegen den damaligen Amtsinhaber Árni Páll Árnason für das Amt als Parteivorsitzende an, unterlag in der Abstimmung jedoch knapp (241:240 Stimmen). In der Folge erklärte sie ihre Unterstützung für Árni Páll.
Zur vorgezogenen Parlamentswahl vom 29. Oktober 2016 trat Sigríður Ingibjörg Ingadóttir als Spitzenkandidatin der Allianz im Wahlkreis Reykjavík-Nord an, in dem die Allianz jedoch keine Sitze mehr erringen konnte.